# Wilhelm z Eskil
Wilhelm z Eskil, również: Wilhelm z Æbelholt, Wilhelm z Paryża (ur. ok. 1122/1123 w Paryżu lub Compiègne, zm. 6 kwietnia 1203 w Æbelholt k. Hillerød) – francuski kanonik laterański i opat, święty Kościoła katolickiego.

## Życiorys
Św. Wilhelm urodził się w szlacheckiej francuskiej rodzinie. Był wychowankiem Hugona (krewnego), 42. opata Saint-Germain-des-Prés w Paryżu. Po otrzymaniu święceń subdiakonatu, Wilhelm został kanonikiem kościoła St Étienne du Mont w Paryżu, a następnie został skierowany do klasztoru Epinay koło Paryża. Po rozwiązaniu dotychczasowej wspólnoty kanoników przez Eugeniusza III, na ich miejsce sprowadzono kanoników regularnych z paryskiego Klasztoru św. Wiktora.  Wilhelm powrócił do tej wspólnoty, zostając jej subprzeorem. W 1161 roku, po przybyciu do klasztoru św. Tomasza na duńskiej wyspie Eskil, został jego opatem. Doprowadził do przywrócenia reguły zakonnej św. Augustyna, zreformował tamtejszą wspólnotę i przeniósł w 1178 roku klasztor na Zelandię (Sjælland) do Æbelholt (dzisiejsze ruiny k. Hillerød).
Około 1194 Wilhelm udał się do Rzymu. Po powrocie do opactwa Æbelholt zmarł w Niedzielę Wielkanocną w 1203 roku.
Jego kanonizacji dokonał papież Honoriusz III w 1224 roku.
Wspomnienie liturgiczne św. Wilhelma obchodzone jest w dzienną pamiątkę śmierci.

## Dzieła
- Genealogia Regum Danorum